# Miracema
Miracema là một đô thị thuộc bang Rio de Janeiro, Brasil. Đô thị này có diện tích 303,353 km², dân số năm 2007 là 28522 người, mật độ 94 người/km².